# Boris Prianisznikow
Boris Witaljewicz Prianisznikow, ros. Борис Витальевич Прянишников (ur. 21 lipca 1902 w stanicy Nowoczerkaskaja, zm. 19 lipca 2002 w Silver Spring) – rosyjski działacz emigracyjny, dziennikarz, publicysta i pisarz, członek Komitetu Wyzwolenia Narodów Rosji pod koniec II wojny światowej.
Do końca 1917 r. uczył się w dońskim korpusie kadetów w Nowoczerkasku, po czym wstąpił do wojsk Białych gen. Antona I. Denikina. Służył w Partyzanckim Pieszym Pułku Kozackim, który rozrósł się do Aleksiejewskiej Dywizji Piechoty. W 1920 r. skierowano go do atamańskiej szkoły wojskowej. Został odznaczony Krzyżem Św. Jerzego 4 klasy. W poł. listopada tego roku wraz z pozostałymi ewakuował się z Krymu na wyspę Limnos. Na emigracji zamieszkał w Bułgarii. W 1922 r. ukończył korpus kadetów. W maju 1925 r. przyjechał do Lyonu. Pracował w zakładach metalurgicznych. Współpracował z ruchem młodorosjan. Był członkiem Ogólnowojskowego Związku Rosyjskiego (ROWS). W lutym 1933 r. wstąpił do Narodowego Związku Pracujących (NTS). Wszedł w skład kierownictwa lyońskich struktur NTS. W 1935 r. uczestniczył w zjeździe NTS w Grenoble. Od 1936 r. pracował w redakcji pisma „Za Rossiju”. Jednocześnie w Paryżu założył miesięcznik „Obzor pieczati”. Na przełomie 1936/1937 r. współtworzył Towarzystwo Przyjaciół Rosji Narodowej. Na pocz. 1938 r. na polecenie władz NTS przybył do Niemiec, gdzie zakładał konspiracyjne wydawnictwo „Ldina”, publikujące materiały propagandowe rozsyłane do ZSRR. Od listopada 1939 r. mieszkał w Belgradzie, obejmując funkcję zastępcy redaktora pisma „Za Rossiju”. W lipcu 1940 r. władze NTS skierowały go do Bukaresztu, gdzie utworzył konspiracyjne wydawnictwo „Ldina-2” i punkt kontaktowy dla działaczy NTS przerzucanych do ZSRR. Po zamknięciu przez władze jugosłowiańskie pisma „Za Rossiju” wydał 3 numery pisma „Ogni”. W sierpniu 1942 r. powrócił do Berlina. Pracował jako korektor w piśmie „Новое слово”. Jednocześnie prowadził konspiracyjną działalność w miejscowych strukturach NTS. Pod koniec 1944 r. wstąpił do Komitetu Wyzwolenia Narodów Rosji (KONR). Został członkiem kolegium redakcyjnego organu prasowego KONR „Wola Naroda”. W lutym 1945 r. na polecenie kierownictwa KONR wyjechał do Hamburga, aby u aliantów działać przeciwko wydaniu „własowców” Sowietom. Po zakończeniu wojny przebywał w obozie dla dipisów w Mönchehof. W sierpniu 1945 r. współtworzył pismo „Posiew”, zostając jego pierwszym redaktorem pod pseudonimem „B. Sierafimow”. Brał udział w wydaniu 2 pierwszych numerów pisma „Grani”. Od poł. 1946 r. w Ratyzbonie wydawał pismo „Echo”, które było organem prasowym miejscowych struktur NTS. Jednocześnie pracował w Radiu „Wolna Europa”. W sierpniu 1949 r. wyemigrował do USA. Do września 1951 r. kierował północno-amerykańskim oddziałem NTS. W 1954 r. wystąpił z NTS. Wydawał pismo „Tribuna swobodnych solidaristow”. Pisał liczne artykuły do emigracyjnej prasy rosyjskiej. W 1979 r. opublikował książkę pt. „Niezrimaja pautina”. W 1986 r. wyszła jego kolejna książka pt. „Nowopokolency”. W poł. lat 90. przekazał swoje zbiory dokumentów i materiałów dotyczące historii NTS i dziejów białej emigracji rosyjskiej do Archiwum Państwowego Federacji Rosyjskiej.